# Суперкубок Іраку з футболу 1998
Суперкубок Іраку з футболу 1998  — 3-й розіграш турніру. Матч відбувся 25 травня 1998 року між чемпіоном Іраку клубом Аш-Шурта та володарем кубка Іраку клубом Аль-Завраа.
| Володар Суперкубка Іраку 1998 |
| ----------------------------- |
|                               |
| Аль-Завраа Перший титул       |

## Матч

### Деталі
| 25 травня 1998 |

| Аш-Шурта | 0:1 | Аль-Завраа       |
| -------- | --- | ---------------- |
|          |     | Абдул-Джабар 88' |

| Аль-Шааб, Багдад Арбітр: Махмуд Нуралдін |